# Don Johnson
Donald Wayne Johnson (Flat Creek, Missouri, 15 de diciembre de 1949) es un actor, cantante, compositor, productor y director estadounidense. Es reconocido por interpretar el papel del detective encubierto James «Sonny» Crockett en la serie de televisión Miami Vice (1984-1990), por el que recibió un Globo de Oro. También interpretó el personaje principal en la serie Nash Bridges (1996-2001). Tiene una estrella con su nombre en el paseo de la fama de Hollywood.
Johnson ha aparecido en películas como Un muchacho y su perro (1975), Tin Cup (1996), Machete (2010), Dragged Across Concrete (2018) y Knives Out (2019). En 2019 apareció en la serie de HBO Watchmen. Como cantante lanzó los álbumes Heartbeat (1986) y Let It Roll (1989). Su versión de «Heartbeat» alcanzó el puesto número cinco en el Billboard Hot 100.

## Carrera
Don Wayne Johnson nació en Flat Creek, Missouri, es hijo de Nell Wilson, una esteticista, y de Wayne Fred Johnson, un agricultor cuyos padres se divorciaron cuando Johnson era un infante. A los seis años, se mudó a Wichita, Kansas. y empezó a actuar a principios de los años 1970 a sus 21 años. Estudió en el American Conservatory Theatre de San Francisco, donde debutó como actor profesional con Your Own Thing. Más tarde, participó en cinco capítulos para un piloto de NBC que fueron todos rechazados. Su gran oportunidad llegó con la obra de fuera del circuito de Broadway Fortune and Men's Eyes, dirigida y protagonizada por Sal Mineo. En esa época, Johnson vivió una etapa rebelde y bohemia que lo introdujo al mundo de las drogas. 
Tuvo dos matrimonios fugaces entre 1968 y 1973 que no son conocidos públicamente. Mientras rodaba The Harrad Experiment, conoció a una joven de catorce años llamada Melanie Griffith, hija de la conocida actriz Tippi Hedren. 
Su segunda gran oportunidad llegó cuando enroló para caracterizar al detective encubierto James "Sonny" Crockett con Philip Michael Thomas en la exitosa serie de televisión Miami Vice, una actuación que cimentó su fama como símbolo sexual gracias a su gran apariencia y sex apppeal. La serie estuvo en pantalla seis temporadas, entre 1984 y 1990. En 1985 realizó una miniserie, The Long Hot Summer, con un reparto que incluyó a Jason Robards, Judith Ivey, Cybill Shepherd y Ava Gardner, adaptación del filme Largo y cálido verano (1958), del director Martin Ritt, con Paul Newman. 
En 1995, concibió junto a Hunter S. Thompson una película de dos horas. La película no siguió adelante, pero CBS compró la historia y Johnson volvió a la televisión en 1996 como creador y productor de la serie de televisión Nash Bridges. Ese mismo año, recibió una estrella en el Paseo de la Fama de Hollywood. Posterior a esa fecha, tuvo un lento y sostenido declive presencial que lo obligó a acudir a la actuación teatral. En 2007 apareció en la producción de Londres Guys and Dolls en el Piccadilly Theatre, en el papel de Nathan Detroit.
Johnson tuvo en 2010 un papel secundario en el film Machete de Robert Rodriguez y otro en la película de Quentin Tarantino, Django Unchained (2012), interpretando al dueño de una plantación sureña. En 2014, interpretó al personaje "Jim Bob" en Cold in July. En 2015, comenzó a protagonizar la serie de ABC, Blood & Oil.
En 2017 interpretó a un carcelero en Brawl in Cell Block 99, protagonizada por Vince Vaughn. Al año siguiente, tuvo el papel de Arthur, en la comedia romántica Book Club y el mismo año se estrenó el thriller neo-noir Dragged Across Concrete, donde interpretó al jefe de policía Calvert. En 2019, interpretó a Richard Drysdale en Knives Out, y al jefe de policía Judd Crawford en la serie Watchmen, de HBO. En 2021, Johnson coprotagonizó, como Rick Noble, la serie Kenan.

## Vida personal
Estuvo casado dos veces con Melanie Griffith, con quien tiene una hija, Dakota, fruto de su segunda unión. Tras su primer divorcio, vivió varios años con la también actriz Patti D'Arbanville, con quien tuvo un hijo, Jesse. Tuvo una relación con Barbra Streisand, con quien grabó una canción en dúo, «Till I Loved You». En 1999 se casó con la maestra Kelly Phleger, con quien tiene tres hijos y continúa a día de hoy casado.
Grabó dos discos: Heartbeat (1986) y Let It Roll (1989), con Bruce Kulick, guitarrista de Kiss. Ambos materiales fueron editados por el sello CBS, hoy Sony BMG.

## Filmografía

### Cine y televisión
- The Harrad Experiment (1973)
- Un muchacho y su perro (1975)
- Miami Vice (1984-1990)
- Sweet Hearts Dance (1988)
- Dead Bang (1989)
- Labios ardientes (1990)
- Paradise (1991).
- Harley Davison & The Marlboro Man (1991)
- Nacida ayer (1993)
- Guilty as Sin (1993)
- En busca del honor (1995)
- Tin Cup (1996)
- Nash Bridges (1996-2001)
- Goodbye Lover (1998)
- Moondance Alexander (2007)
- Torno a vivere da solo (2008)
- Machete (2010)
- Bucky Larson: Born To Be a Star (2011)
- Django Unchained (2012)
- Cold in July (2014)
- From Dusk till Dawn: The Series (2014)
- Alex of Venice (2014)
- Sick Note (2017)
- Brawl in Cell Block 99 (2017)
- Book Club (2018)
- Dragged Across Concrete (2018)
- Watchmen (2019)
- Knives Out (2019)
- Kenan (2021)
- Book Club: The Next Chapter (2023)[10]
- The Collective (2023)[11]
- Rebel Ridge (2024)

## Premios y nominaciones
| Año  | Resultado  | Premio                        | Categoría                                    | Trabajo nominado       |
| ---- | ---------- | ----------------------------- | -------------------------------------------- | ---------------------- |
| 1975 | Ganador    | Premios Saturn                | Mejor actor                                  | Un muchacho y su perro |
| 1985 | Nominado   | Emmy Awards                   | Mejor actor - Serie dramática                | Miami Vice             |
| 1986 | Ganador    | Globo de Oro                  | Mejor actor de serie de televisión - Drama   | Miami Vice             |
| 1987 | Nominado   | Globo de Oro                  | Mejor actor de serie de televisión - Drama   | Miami Vice             |
| 1988 | Ganador    | APBA Offshore World Cup       | Superboat class                              | —                      |
| 1996 | Adjudicado | Paseo de la Fama de Hollywood | Estrella en el Paseo de la Fama de Hollywood | —                      |

## Discografía
- Heartbeat (1986)
- Let It Roll (1989)